# NGC 2885
NGC 2885 (również IC 538, PGC 26811 lub UGC 5037) – galaktyka spiralna (S0-a), znajdująca się w gwiazdozbiorze Lwa. Odkrył ją John Herschel 24 lutego 1827 roku. Należy do galaktyk Seyferta typu 1.